# Кулейкин, Павел Иванович
Павел Иванович Кулейкин (22 января 1910, деревня Конново (Кононово), ныне Красносельский район, Костромская область — 28 июня 1973, г. Москва) — Герой Советского Союза, командир батареи 137-го артиллерийского полка 13-й армии Северо-Западного фронта, старший лейтенант.

## Биография
Родился 22 января 1910 года в деревне Конново (Кононово), ныне Красносельского района Костромской области, в семье крестьянина. Русский.
Окончил 3 класса сельской школы в 1920 году. С 1926 года жил в поселке Яковлевское, ныне город Приволжск Ивановской области. Окончил школу фабрично-заводское училище. Работал ткачом-жаккардистом на Яковлевском льнокомбинате.
Член ВКП(б)/КПСС с 1931 года. В Красной Армии с 1931 года. В 1932 году окончил Московскую артиллерийскую школу, стал командовать артиллерийским взводом. В 1935 году окончил автобронетанковые курсы в Ленинграде. С 1938 года командовал батарей 137-го гаубичного полка.
Участник войны с Финляндией 1939—1940 годов, воевал в составе того же полка на Карельском перешейке.
11 февраля 1940 года во время боёв в районе между озёрами Вуокса и Пюхяярви (Отрадное) (ныне Приозёрский район Ленинградской области) наступление было остановлено огнём нескольких железобетонных дотов. Тогда старший лейтенант Кулейкин решил выдвинуть на прямую наводку орудия своей батареи — тяжелые 203-мм гаубицы. В течение всей ночи артиллеристы с помощью пехотинцев готовили огневые позиции, приспосабливая артиллерийские системы для стрельбы прямой наводкой. На рассвете огнём гаубиц железобетонные доты, мешавшие продвижению пехоты, были разрушены. В ходе дальнейшего наступления, как только путь пехоте преграждали мощные железобетонные доты, на выручку приходила батарея 203-миллиметровых гаубиц старшего лейтенанта Кулейкина. Всего во время боев на «линии Маннергейма» батарея Кулейкина таким способом разрушила 8 дотов.
После войны продолжил службу в Красной Армии. В 1940—1941 годах учился в Военной академии имени Ф. Э. Дзержинского. В годы Великой Отечественной войны — на фронте. В сентябре 1943 года в первых рядах форсировал Днепр и геройски отстаивал плацдарм под городом Переяслав. В этом бою был тяжело ранен, лишился руки. После длительного лечения он остался в кадрах Советской Армии и продолжал службу на административно-хозяйственных должностях.
С 1952 подполковник П. И. Кулейкин — в запасе. Жил в городе-герое Москве, где и скончался 28 июня 1973 года. Похоронен на Кузьминском кладбище города Москвы.

## Награды
- Указом Президиума Верховного Совета СССР от 7 апреля 1940 года за образцовое выполнение боевых заданий командования на фронте борьбы с финской белогвардейщиной и проявленные при этом доблесть и мужество старшему лейтенанту Кулейкину Павлу Ивановичу присвоено звание Героя Советского Союза с вручением ордена Ленина и медали «Золотая Звезда» (№ 498).
- Награждён орденами Красного Знамени, Отечественной войны 2 степени, двумя орденами Красной Звезды, медалями.